# 북삼동
북삼동(北三洞)은 대한민국 강원특별자치도 동해시의 행정동이다.

## 개요
북삼동은 대동, 현대, 부영아파트 등 대규모 아파트 단지의 입지로 급속도로 도시화된 지역으로서 교육과 문화복지의 선두주자로 발전하고 있다.
1980년 4월 1일	삼척군 북평읍 용정리, 효가리, 지흥 1, 2리, 나안리, 동회리, 쇄운 1, 2리등 6개 법정동을 시작으로 행정업무 시작하였다. 1987년 7월 23일 동회동 마을회관에서 효가동으로 청사 이전하였고, 2008년 11월 17일에는 현 효자남길 33-4호에 동청사를 신축 이전하였다.

## 법정동
- 지흥동 (智興洞)
- 효가동 (孝街洞)
- 나안동 (羅雁洞)
- 동회동 (棟淮洞)
- 쇄운동 (灑雲洞)
- 용정동 (龍井洞)

## 교육
- 북삼초등학교
- 동해광희중학교
- 동해광희고등학교
- 북평고등학교

## 주거
| 단지명          | 건설사         | 시행사                            | 주소                | 입주        | 비고     |
| --------------- | -------------- | --------------------------------- | ------------------- | ----------- | -------- |
| 동회동 현대     | 현대산업개발   | 현대산업개발                      | 청운1길 29 (동회동) | 1998년 5월  |          |
| 동해북삼 코아루 |                | 한국토지신탁                      | 청운1길 29 (동회동) | 2007년 2월  |          |
| 동해 쇄운부영   | ㈜동광주택산업 | ㈜동광주택산업                    | 청운1길 30 (쇄운동) | 2000년 9월  | 민간임대 |
| 동해 자이       | ㈜지에스건설   | 하나자산신탁㈜ ㈜에이펙스도시개발 | 용정로 1 (효가동)   | 2024년 10월 |          |